# コブナグサ
コブナグサ(子鮒草、学名:Arthraxon hispidus Mak.)は、単子葉植物イネ科コブナグサ属の植物。小柄で、幅広く短い葉が特徴的である。

## 特徴
やや湿ったところに生える一年草で、田畑などにごく普通に見かけるものである。名前の由来は、葉の形が幅広いのをフナに見立てたことからのものらしい。
大きな群落を作ることがよくある。茎は地表をよく這い、よく枝分かれして、節ごとに根を下ろす。匍匐する茎のあちこちから直立する茎を出し、高さは30cmからよく伸びれば50cmまで、多数の葉をつける。葉は基部が葉鞘になり、先端の葉は幅の広い楕円形で、基部はハート形に茎を抱く。葉身は緑色、やや硬くてつやがあり、縁は縮んだように波打つ。葉鞘と葉身の基部には粗い毛が多数出る。
夏以降に花をつける。花は直立する茎の先端からさらに抜け出し、その先端に数本の枝がほぼ掌状に分かれた形のものである。ただし、それぞれの枝には小穂が密着するように着き、それぞれの枝はあまり広がらずに上に伸びるので、棒状の穂が束になったように見える。小穂は薄い緑色のものから紫を強く帯びるものまでさまざま。細い芒が出ることが多い。
湿ったところに多く、水田の周辺や溝などでは大きな集団を作ることがよくある。畑や道端にもよく出現する。北海道から琉球列島まで、ごく普通に見られる。国外では朝鮮、中国から東南アジア、オーストラリアまで分布し、北アメリカには帰化している。

## 小穂の構造
この類の小穂は構造は単純ながら、成り立ちはなかなか複雑である。
まず、本来は二つの小穂が対になって生じたもののようである。しかし実際には一つの小穂しか見えない。これは対になる有柄の第一小穂はほぼ完全に退化して、第二小穂の根元に小さな鱗片の形で残っているだけのためである。
第二小穂は柄がなく、左右からやや偏平な披針形で長さ3-8mm、緑色で、時に紫を帯びる。外面をほとんど覆っているのは第一包穎で、厚みがあって脈が何本も走っている。第二包穎は第一包穎の内側に包まれており、ほぼ同じ形だが膜質で透明、脈は一本のみ。それらの内側には二つの小花があるが、第一小花は鱗片を残して退化、第二小花には両性がそろっている。第二小花の護穎と内穎はどちらも膜質透明で長さ2mmまで。内穎はなくなっている場合もある。護穎の背面基部からは長い芒が出る。

## 利害
一般的にはごくありふれた雑草と見なされている。
しかし伊豆諸島の八丈島では、この草を染料として用いている。全草を煎じて染めたものは黄八丈と呼ばれる。当地ではこの草のことをカリヤス（苅安）と呼んでいる（ただし、本来のカリヤス（Miscanthus tinctorius）はススキ属の植物であり別のものである）。そのための栽培も行われていると言う。

## 分類と近似種
コブナグサ属は南アジアから東アジア、北アメリカに約15種があるが、日本には本種のみが分布する。
それ以外の群では、チヂミザサ、チゴザサ、ササガヤなどの笹の葉状の葉をもつ小型なイネ科のものが比較的よく似ている。穂が出ていれば区別は簡単であるが、特にこの種の場合、葉身の基部が大きく茎を抱く点を注意すれば区別しやすい。